# Meldonium

Meldonium

Meldonium o mildronate, también conocido como mildronāts, Quaterina, MET 88 y THP (para su nombre químico ver abajo) es fabricado inicialmente por Grindeks de Letonia y varios fabricantes de genéricos. Es distribuido principalmente en países de Europa del Este y es un medicamento antisquémico cardíaco. Desde el 1 de enero del 2016 pasó a formar parte de Agencia Mundial Antidopaje (WADA) en la lista de sustancias prohibidas para uso de los atletas. Algunos atletas son conocidos por haberlo utilizado antes de ser incluido en la lista de sustancias prohibidas.

## Uso médico

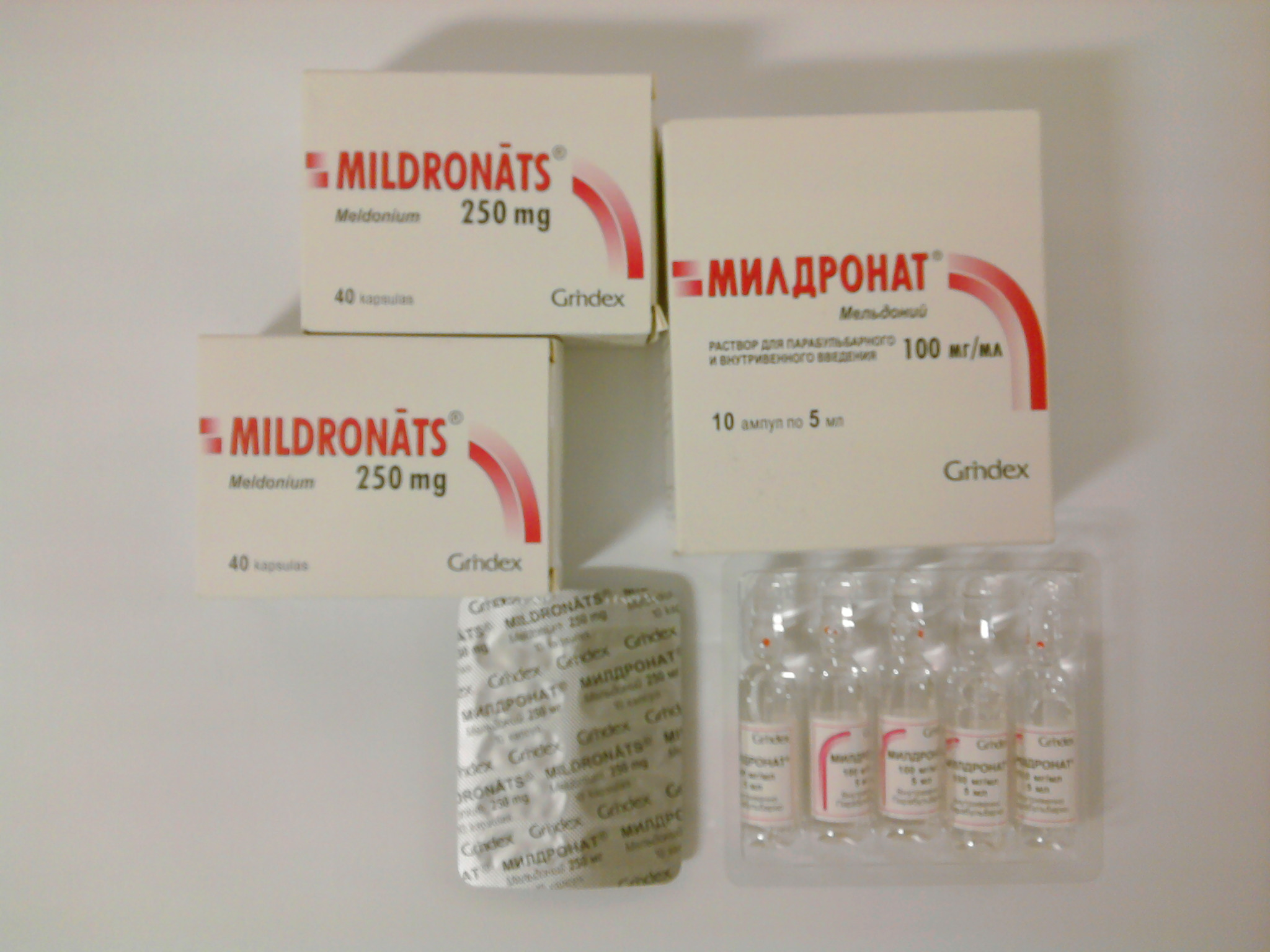
Envases de Mildronāts (Meldonium): cápsulas de 250 mg e inyectable de 5 ml al 10 %

Meldonium es utilizado clínicamente como tratamiento para el síndrome coronario agudo en la variedad de angina de pecho (Angor pectoris) y de infarto al miocardio. El primer artículo clínico que mostró su utilidad fue cuando se usó una combinación de meldonium y lisinopril, un medicamento inhibidor de la conversión de la enzima angiotensina, como tratamiento de la insuficiencia cardíaca, siendo reportado en el 2005 y se concluyó que la combinación de meldonium y lisinopril podría mejorar la calidad de vida de estos pacientes, capacidad para el ejercicio y mejoría de mecanismos periféricos circulatorios de pacientes con insuficiencia cardíaca crónica. Un reporte del año 2008, concluyó que la combinación de meldonium y lisinopril mejoraba el reflejo del barorreceptor carotídeo en pacientes con insuficiencia cardíaca crónica. En febrero del 2010, un estudio de seguimiento en pacientes para examinar la eficacia y seguridad del meldonium en combinación con un ejercicio estándar tolerante en pacientes con angina, se concluyó que el medicamento mejoraba en forma importante la tolerancia al ejercicio de pacientes con angina estable.
El equipo del Fourth Military Medical University de Xi'an, realizó un estudio en 227 pacientes en fase II en relación con la eficacia y seguridad del meldonium para el ataque isquémico cerebral agudo, el cual fue completado en agosto del 2013 y se concluyó que el meldonium es tan efectivo y seguro como la inyección de cinepazida.

### Estatus de aprobación
Mientras este medicamento es ampliamente utilizado en Europa del Este, hasta el 2016, no ha sido aprobado por la Administración de Alimentos y Medicamentos (FDA) de los Estados Unidos. Es prácticamente desconocido en América.

### Formas de presentación
Se presenta en una caja empaquetada de cápsulas de 250 mg y una inyección al 10 % de 5 ml. El meldonium se vende en cápsulas de 250 y de 500 mg, y en solución al 10 % para inyección.

## Farmacología
Meldonium actúa como inhibidor de la oxidación de los ácidos grasos, posiblemente por inhibición de la enzima y-butirobetaina hidroxilasa en la vía de la biosíntesis de la carnitina. γ-Butirobetaine hidroxilasa está cerca de 2-oxoglutarate oxigenasa superfamilia que cataliza la formación de L-carnitina de y-butirobetaina sin necesidad de utilizar la vía primaria.
Reportes iniciales sugieren que el meldonium no compite y no es un análogo hidroxilatable de la gamma-butirobetaina (sin necesitar la vía primaria) dado que hay estudios que han identificado al meldonium como un substrato para gamma-butirobetaína dioxigenasa. Estudios bioquímicos realizados in vitro con cristalografía de rayos X han sugerido que el meldonium se une a un paquete de substrato de y-butirobetaina hidroxilasa y actúa como un substrato alternativo y por lo tanto un inhibidor de competencia (sin requerir vía primaria). Normalmente, la acción del substrato de esta enzima γ-butirobetaina y 2-oxoglutarato da en presencia del substrato de oxígeno, los productos L-carnitina, succinato y dióxido de carbono. En presecia de este substrato alternativo, el campo de reacción del semialdehido del ácido malónico, formaldehído (acción de demethilasa histona), dimetilamina y (1-metilimidazolidins-4-yl) ácido acético, "un producto no esperado con una adición de la unión carbón-carbón resultado de N-demetilación acoplada a el reordenamiento oxidativo, que es una vía inusual para los mecanismos radicales. Este mecanismo inusual es parecido al acomodamiento del tipo de Steven.
La inhibición del Meldonium de γ-butyrobetaina hidroxilase origina una inhibición máxima de concentración valuada en 62 micromolar, aunque estudios de otros autores tienen descripciones "muy potentes". El Meldonium es un ejemplo de un inhibidor que actúa sin un substrato de simulación.
Otros reportes de investigación, hacen mención que el Meldonium ha mostrado características como una resonancia magnética nuclear dado que también se une a la carnitina acetiltransferasa, una enzima única que juega un papel en el metabolismo de la energía celular. También inhibe esta enzima muy débil (inhibición constante, Ki, de 1.6 milimolar).

## Propiedades físicas y químicas
El nombre químico del Meldonium es 3-(2,2,2-trimethilhidraziniumil)ipropionato. Tiene una estructura análoga de γ-butirobetaina, con un grupo amino reemplazado con C-4 metileno de γ-butirobetaina, precursor de la biosíntesis de carnitidina. El Meldonium fue inventado a mediados de los años 1970's en el Institute of Organic Synthesis of the Latvian SSR Academy of Sciences por Ivars Kalviņš, científico de Letonia.

## Sociedad y cultura

### Económicos
El Meldonium es manufacturado por Gindeks una compañía farmacéutica de Letonia, con oficinas en trece países del Este de Europa, como un tratamiento para enfermedades cardíacas. La compañía lo tiene identificado como su producto principal. Tuvo ventas por 65 millones de euros en 2013. El meldonio fue inventado en la década de los años 1970.

### Dopaje
El Meldonium fue incluido en la lista de sustancias prohibidas por la World Anti-Doping Agency (WADA) a partir del 1 de enero de 2016 dada la evidencia de su empleo por atletas con la intención de mejorar su rendimiento. Durante 2015 estuvo en la lista de medicamentos monitorizados por la WADA. Fue clasificado como un modulador metabólico, como la insulina. 
El 7 de marzo de 2016, la tenista rusa, otrora número uno del ranking mundial de la WTA, María Sharápova anunció que había tenido un examen positivo a dopaje en Australia, debido a la detección de meldonium. Mencionó que estuvo tomando este medicamento por 10 años, por varios problemas de salud y no tenía información que era un medicamento prohibido. Fue condenada a dos años de inactividad en el ámbito profesional por dar positivo a este medicamento (Mismo que fue reducido a 15 meses conforme Laudo del CAS del 30 de septiembre de 2016). Ese mismo día, la patinadora de hielo rusa Ekaterina Bobrova anunció que había dado positivo a un examen para el meldonium en The 2016 European Figure Skating Championships. Bobrova estuvo "en estado de choque" acerca del resultado del examen, cuando se enteró que el meldonium había sido incluido a la lista de medicamentos prohibidos. 
Otros atletas provisionalmente suspendidos por el uso de meldonium son el corredor sueco-etíope de media distancia Abeba Aregawi, el corredor etíope de larga distancia Endeshaw Negesse, el ciclista ruso Eduard Vorganov, el jugador de curling ruso Alexander Krushelnitsky, y la pareja de biatlon ucraniana Olga Abramova y Artem Tyshchenko.